# 奥厄河畔费尔特海姆
奥厄河畔费尔特海姆是德国下萨克森州的一个市镇。总面积8.44平方公里，总人口1045人，其中男性525人，女性520人（2011年12月31日），人口密度124人/平方公里。